# Garry Goodrow
Pour les articles homonymes, voir Goodrow.
Garry Goodrow, né le 4 novembre 1933 et mort le 22 juillet 2014, est un acteur et scénariste américain.

## Filmographie

### Comme acteur
- 1961 : The Connection : Ernie
- 1963 : The Moving Finger
- 1969 : Bob et Carole et Ted et Alice : Bert
- 1969 : L'Envers du tableau (Night Gallery) (TV) : Louis
- 1971 : Summertree : Ginsgerg
- 1971 : Glen and Randa : Magician
- 1972 : The King of Marvin Gardens : Nervous man
- 1973 : Lemmings (vidéo) : Various
- 1973 : Steelyard Blues d'Alan Myerson : Duval Jax
- 1973 : Slither : Man with Camera
- 1975 : Fore Play : TV Director
- 1975 : Linda Lovelace for President : Adolph Von Luftwafter
- 1976 : Almos' a Man (TV)
- 1976 : Stay Hungry : Trainer
- 1978 : American Hot Wax : Louise's Dad
- 1978 : Drôle d'embrouille (Foul Play) : Henpecked husband
- 1978 : L'Invasion des profanateurs (Invasion of the Body Snatchers) : Dr. Boccardo
- 1979 : L'Évadé d'Alcatraz (Escape from Alcatraz) : Weston
- 1980 : Cardiac Arrest : Clancy Higgins
- 1980 : The Hollywood Knights de Floyd Mutrux : Jack Friedman
- 1980 : Captain Avenger (en) (Hero at Large) : TV Reporter
- 1980 : Loose Shoes : Narrator
- 1982 : Eating Raoul : Drunk Swinger
- 1983 : À bout de souffle, made in USA (Breathless) : Tony Berrutti
- 1983 : Canyon Prison (Off the Wall) : Happy Prisoner
- 1984 : Hard to Hold : Maitre d'
- 1984 : The Outlaws (TV) : Hotel Clerk
- 1984 : The Prey d'Edwin Brown : Sgt. Parsons
- 1984 : It Came Upon the Midnight Clear (TV) : Cabbie
- 1985 : The Lost Empire : Doctor
- 1985 : Garçon choc pour nana chic (The Sure Thing) : Pick-Up Driver
- 1985 : Mon pote Adam : Mr. Drum
- 1985 : Vampire Forever (Once Bitten) : Wino
- 1986 : Les Bons tuyaux (The Longshot) : Josh
- 1986 : Gladiator (The Gladiator) (TV) : Cadillac Drunk
- 1987 : Dirty Dancing : Moe Pressman
- 1987 : Amazon Women on the Moon : Checker Player (segment "Son of the Invisible Man")
- 1990 : Circuitry Man : Jugs
- 1990 : Business oblige (A Shock to the System) : Additional Dialogue
- 1990 : Monnaie courante (Quick Change) : Radio D.J
- 1991 : Ce cher intrus (Once Around) : Additional Voices (voix)
- 1992 : Swans Crossing (série TV) : Baldie #3
- 1997 : Sudden Manhattan : Fainting Man
- 2000 : Helicopter : Speed Hippie

### Comme scénariste
- 1992 : Chérie, j'ai agrandi le bébé (Honey I Blew Up the Kid)